# Sainte-Opportune-du-Bosc
Sainte-Opportune-du-Bosc é uma comuna francesa na região administrativa da Normandia, no departamento de Eure. Estende-se por uma área de 8,18 km². Em 2010 a comuna tinha 656 habitantes (densidade: 80,2 hab./km²).